# Dahuai
Dahuai (kinesiska: 大槐) är en köping i sydöstra Kina. Den ligger i Enping i staden Jiangmen i provinsen Guangdong, omkring 160 kilometer sydväst om provinshuvudstaden Guangzhou. Antalet invånare är 18 625. Befolkningen består av 8 680 kvinnor och 9 945 män. Barn under 15 år utgör 16,0 %, vuxna 15-64 år 72 %, och äldre över 65 år 10,0 %.